# 23e cérémonie des Los Angeles Film Critics Association Awards
La 23e cérémonie des Los Angeles Film Critics Association Awards (LAFCA Awards), décernés par la Los Angeles Film Critics Association, a eu lieu en décembre 1997, et a récompensé les films réalisés dans l'année.

## Palmarès
Note : la LAFCA décerne deux prix dans chaque catégorie ; le premier prix est indiqué en gras.

### Meilleur film
- L.A. Confidential
  - De beaux lendemains (The Sweet Hereafter)

### Meilleur réalisateur
- Curtis Hanson pour L.A. Confidential
  - Atom Egoyan pour De beaux lendemains (The Sweet Hereafter)

### Meilleur acteur
- Robert Duvall pour son rôle dans Le Prédicateur (The Apostle)
  - Jack Nicholson pour son rôle dans Pour le pire et pour le meilleur (As Good as It Gets)

### Meilleure actrice
- Helena Bonham Carter pour son rôle dans Les Ailes de la colombe (The Wings of the Dove)
  - Helen Hunt pour son rôle dans Pour le pire et pour le meilleur (As Good as It Gets)

### Meilleur acteur dans un second rôle
- Burt Reynolds pour son rôle dans Boogie Nights
  - Kevin Spacey pour son rôle dans L.A. Confidential

### Meilleure actrice dans un second rôle
- Julianne Moore pour son rôle dans Boogie Nights
  - Gloria Stuart pour son rôle dans Titanic

### Meilleur scénario
- L.A. Confidential – Curtis Hanson et Brian Helgeland
  - Méprise multiple (Chasing Amy) – Kevin Smith

### Meilleure photographie
- L.A. Confidential – Dante Spinotti
  - De beaux lendemains (The Sweet Hereafter) – Paul Sarossy

### Meilleure musique de film
- Kundun – Philip Glass
  - Titanic – James Horner

### Meilleurs décors
- Titanic – Peter Lamont
  - L.A. Confidential – Jeannine Oppewall

### Meilleur film en langue étrangère
- La Promesse  Belgique
  - Shall We Dance (Shall we dansu?)  Japon

### Meilleur film d'animation
(ex æquo)
- Hercule (Hercules)
- L'Esprit de Noël (The Spirit of Christmas)

### Meilleur film documentaire
- Riding the Rails de Lexy Lovell et Michael Uys
  - Sick: The Life & Death of Bob Flanagan, Supermasochist de Kirby Dick

### New Generation Award
- Paul Thomas Anderson pour son film Boogie Nights

### Career Achievement Award
- Joseph H. Lewis

### Douglas Edwards Experimental/Independent Film/Video Award
- William E. Jones – Finished

### Prix spécial
- Peter Bogdanovich pour son livre Who The Devil Made It: Conversations with Legendary Film Directors publié en 1997.